# 1951 em Portugal
Lista dos principais acontecimentos no ano 1951 em Portugal.

## Incumbentes
- Presidente da República: Óscar Carmona (até 18 de abril) e Francisco Craveiro Lopes (a partir de 9 de agosto)
- Presidente do Conselho de Ministros: António de Oliveira Salazar (II Governo do Estado Novo)
- Presidente da Assembleia Nacional: Albino dos Reis (V Legislatura)

## Eventos

### Janeiro
- 21 — Inauguração da Barragem de Castelo do Bode.[1]

### Fevereiro
- 22 — Estreia do filme Sonhar é Fácil de Perdigão Queiroga, com António Silva, Laura Alves e Manuel Santos Carvalho nos principais papéis, no Cinema São Jorge, em Lisboa.[2]

### Março
- 2 — Chegada a Lisboa do paquete Índia, construído nos estaleiros navais britânicos Bartram & Sons, Ltd., que viria a inaugurar a Carreira do Oriente da Companhia Nacional de Navegação.[3]
- 31 — Inauguração do Teatro Micaelense, em Ponta Delgada.[4]

### Abril
- 1 — Inauguração de monumento dedicado ao recentemente beatificado Domingos Sávio, no pátio do instituto das Oficinas de São José, em Lisboa.[5]

### Maio
- 1 — Trasladação dos restos mortais de Jacinta Marto para a Basílica de Nossa Senhora do Rosário, no Santuário de Fátima.[6]
- 22 — É fundada a Sociedade Portuguesa de Geriatria, como secção da Sociedade das Ciências Médicas de Lisboa.[7]

### Junho
- 11 — A Constituição de 1933 sofre uma revisão constitucional, revogando o Ato Colonial e integrando-o, com alterações, no texto constitucional. A nova visão teórica visava a assimilação civilizadora das colónias à metrópole: substituem-se os termos "império colonial" e "colónias" por "ultramar português" e "províncias ultramarinas".[8]

### Julho
- 22 — Eleições presidenciais. Depois da desistência de Manuel Quintão Meireles (por considerar não existirem condições para uma eleição livre e justa) e da rejeição da candidatura de Ruy Luís Gomes, Francisco Craveiro Lopes ganha a eleição sem qualquer oposição.[9]

### Agosto
- 14 — Inauguração e consagração da Igreja do Santo Condestável, em Campo de Ourique, Lisboa; a cerimónia foi presidida pelo Cardeal-Patriarca, D. Manuel Gonçalves Cerejeira, na presença do Presidente da República, Francisco Craveiro Lopes, do Presidente do Conselho, António de Oliveira Salazar, e de vários membros do governo.[10]

### Setembro
- 6 — É assinado, em Lisboa, o Acordo de Defesa entre Portugal e os Estados Unidos da América ("Acordo das Lajes"), permitindo a utilização da Base Aérea das Lajes, nos Açores, pela Força Aérea americana.[11]

### Outubro
- 13 — Encerramento do Ano Santo Universal no Santuário de Fátima, onde o Papa Pio XII se faz representar pelo legado papal, Cardeal Tedeschini. O evento de projeção internacional teve lugar em Portugal como resposta à solicitação conjunta do Governo e da hierarquia católica portuguesa.[12]

### Novembro
- 8 — Inauguração do Cine-Teatro Monumental, com a opereta As Três Valsas (1951), protagonizada por Laura Alves e João Villaret.[13]
- 17 — É fundada a União Zoófila.[14]
- 22 a 25 — Tem lugar o III Congresso da União Nacional, em Coimbra: é posta de parte a hipótese de uma eventual restauração monárquica.[15][16]
- 22 — Inauguração do atual edifício da Faculdade de Letras da Universidade de Coimbra.[17]

### Dezembro

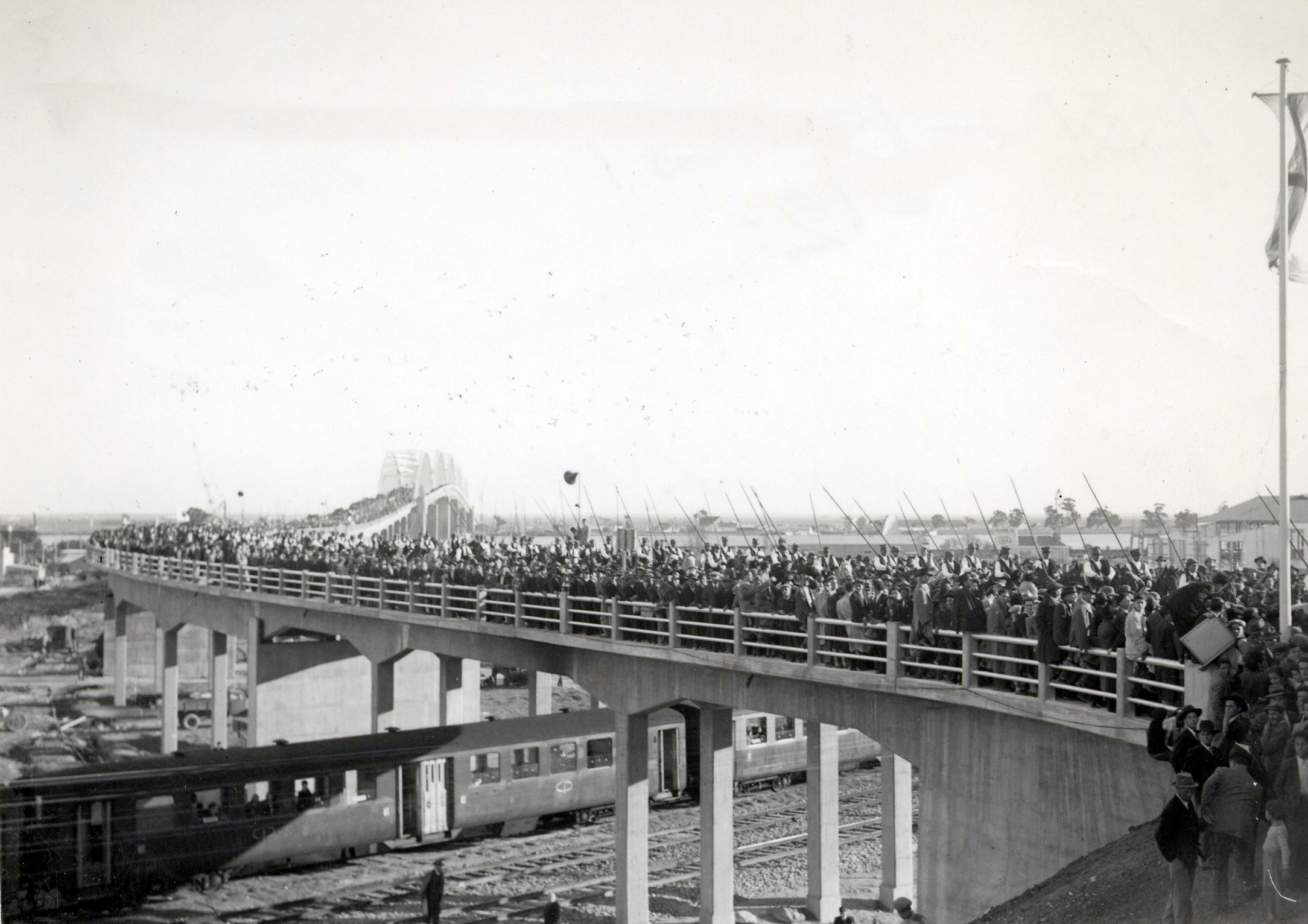
Inauguração da Ponte Marechal Carmona em dezembro de 1951

- 14 — Fundação da Sociedade Portuguesa de Medicina Interna, com a aprovação dos seus estatutos por despacho ministerial.[18]
- 30 — Inauguração da Ponte Marechal Carmona em Vila Franca de Xira, a primeira ponte a ligar as duas margens do Rio Tejo.[19]

## Desporto

### Basquetebol
- Campeonato Nacional de Basquetebol da 1.ª Divisão de 1950–51

### Ciclismo
- Volta a Portugal de 1951

### Futebol
- Primeira Divisão de 1950–51
- Segunda Divisão de 1950–51
- Taça de Portugal de 1950–51

### Hóquei em patins
- Campeonato Português de Hóquei em Patins de 1950–51

## Nascimentos

### Janeiro

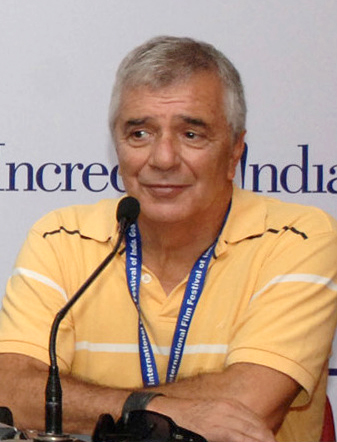
Vítor Norte

- 3 — Álvaro Monteiro Magalhães, futebolista
- 8 — José Calvário, maestro e orquestrador (m. 2009)
- 29 — Vítor Norte, ator

### Fevereiro
- 21 — Jorge Couto, historiador

### Março
- 14 — José da Silva Costa, economista
- 14 — Mário Godinho de Matos, diplomata
- 18 — Manuela Gonzaga, escritora e historiadora

### Abril

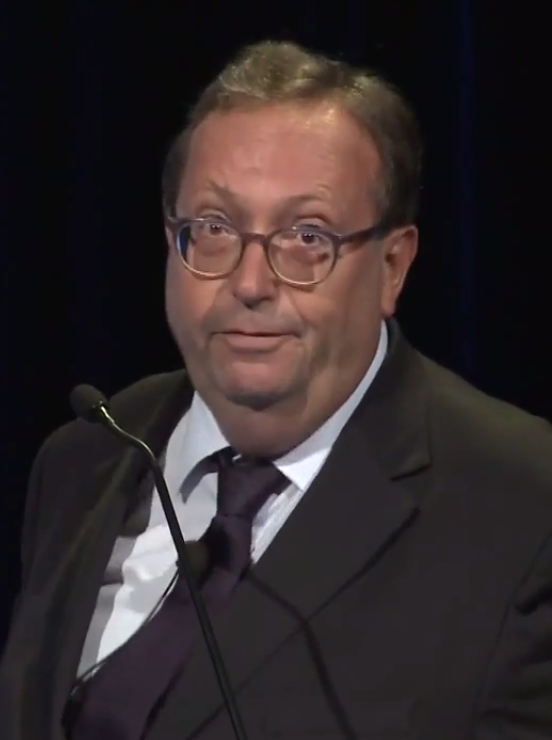
Francisco Nunes Correia

- 7 — Francisco Nunes Correia, engenheiro e político
- 16 — Henrique Chaves, advogado e político

### Maio
- 4 — José Manuel Rodrigues, fotógrafo e artista visual
- 10 — José Pacheco, pedagogo
- 17 — Carlos Henrique Pinheiro Chaves, militar

### Junho
- 5 — Manuel Fernandes, futebolista

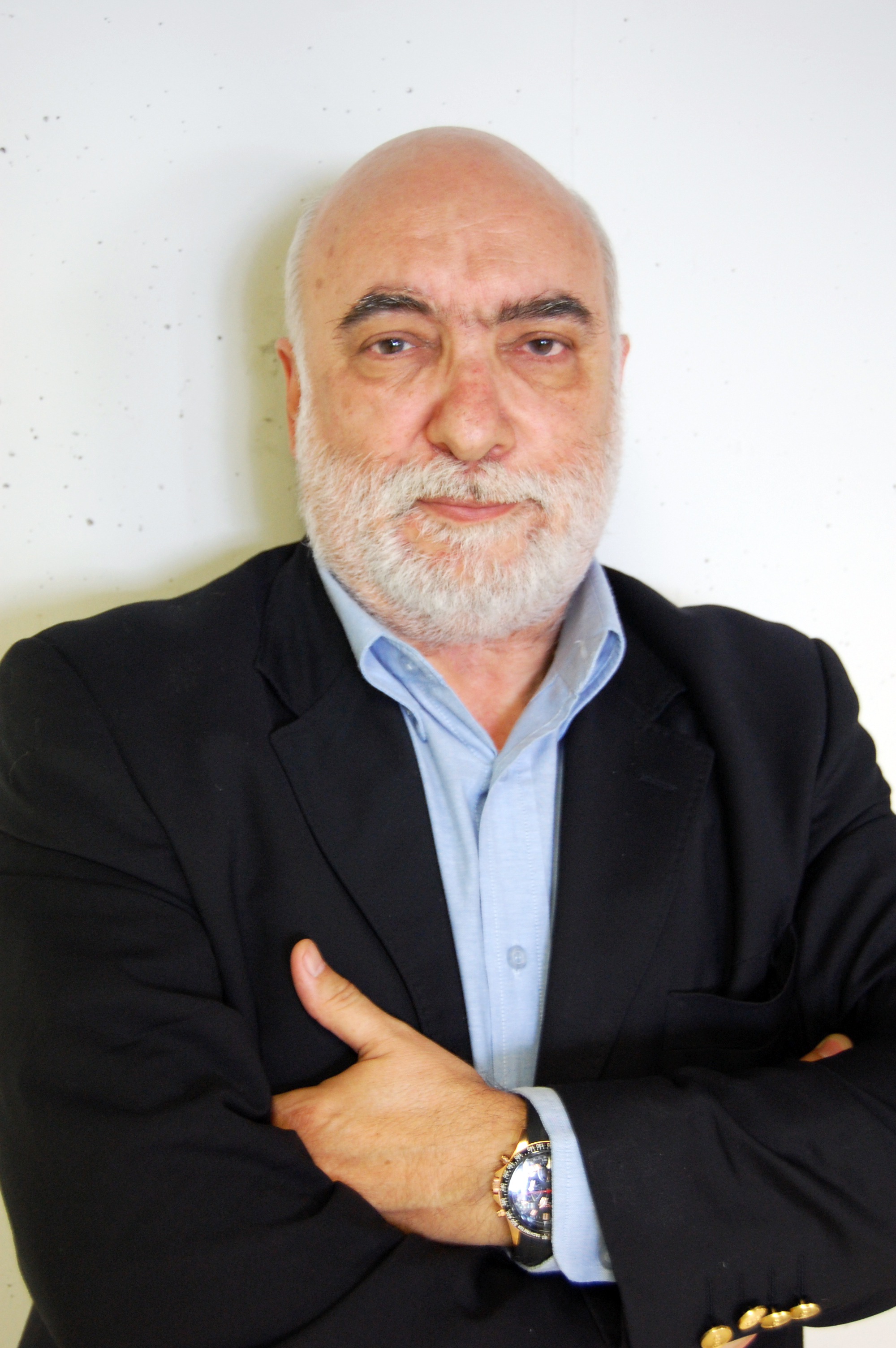
José Jorge Letria

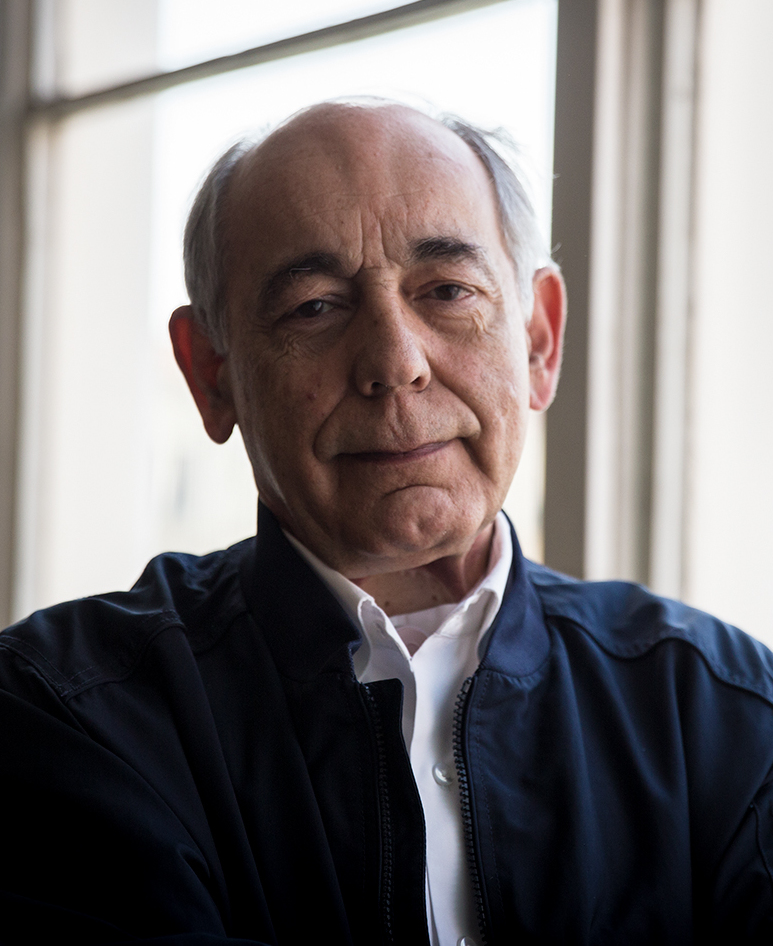
João Semedo

- 8 — José Jorge Letria, jornalista, político, e poeta
- 18 — Manuel Maria, escritor
- 19 — Nuno da Câmara Pereira, político e fadista
- 20 — João Semedo, médico e político (m. 2018)
- 27 — Maria José Morgado, magistrada do Ministério Público

### Julho
- 9 — Manuel Maria Carrilho, filósofo e político

### Agosto
- 15 — António Pinho Vargas, músico e compositor
- 25 — Tozé Brito, cantor, letrista e compositor

### Setembro

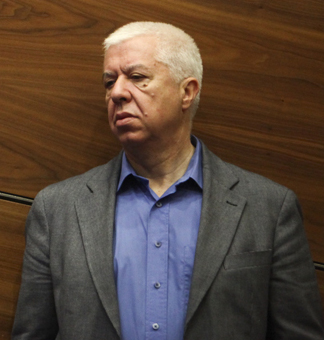
Fernando Teixeira dos Santos

- 8 — Isabel de Sá, artista plástica e escritora
- 13 — Fernando Teixeira dos Santos, economista e político
- 19 — José Freitas Martins, ciclista

### Outubro
- 29 — Fausto de Sousa Correia, advogado e político (m. 2007)

### Novembro
- 1 — Fernando Mamede, atleta

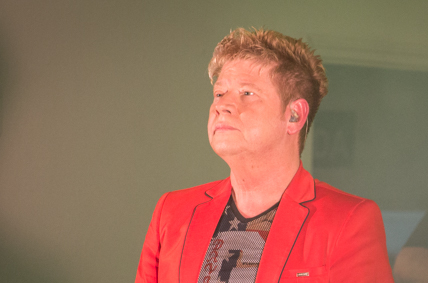
Roberto Leal

- 27 — Roberto Leal, cantor, compositor e ator (m. 2019)
- 30 — Jorge Neto de Melo, poeta e romancista

### Dezembro

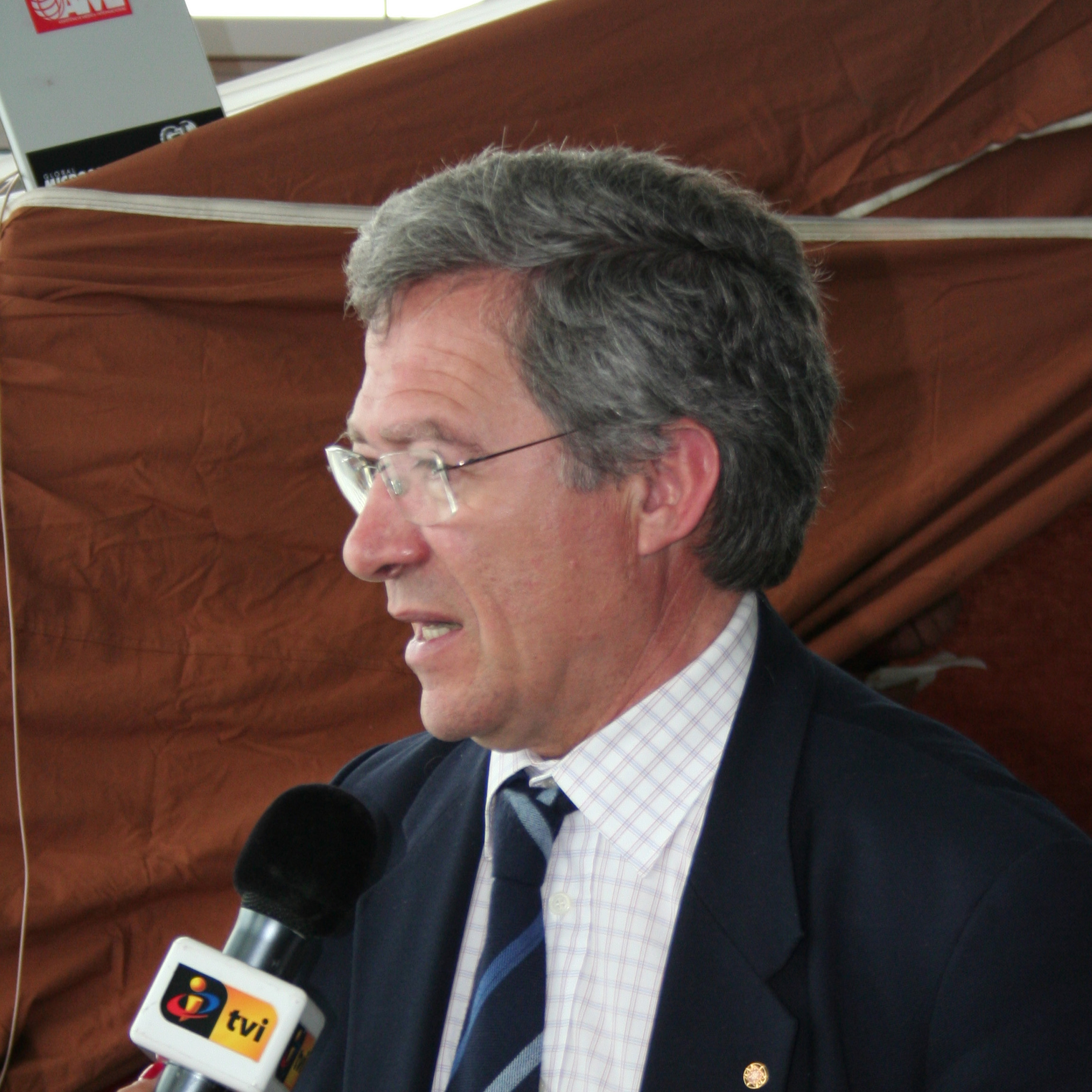
Fernando Nobre

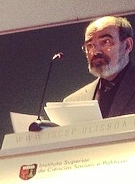
José Adelino Maltez

- 16 — Fernando Nobre, médico, ativista e político
- 18 — José Adelino Maltez, investigador de ciência política
- 18 — Manuel Dias Loureiro, advogado e político
- 28 — José Pedro Gomes, ator, autor e encenador

## Mortes

### Janeiro

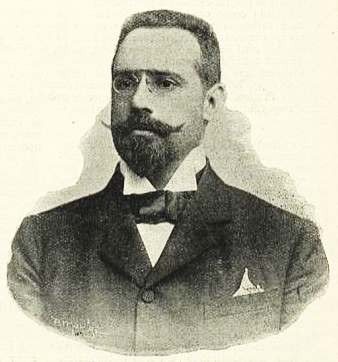
José Malheiro Reimão

- 6 — José Malheiro Reimão, político (n. 1860)

### Fevereiro
- 2 — Rosendo Ribeiro, médico e diplomata (n. 1871)
- 14 — Urbano de Mendonça Dias, jurista, escritor e político açoriano (n. 1878)

### Abril

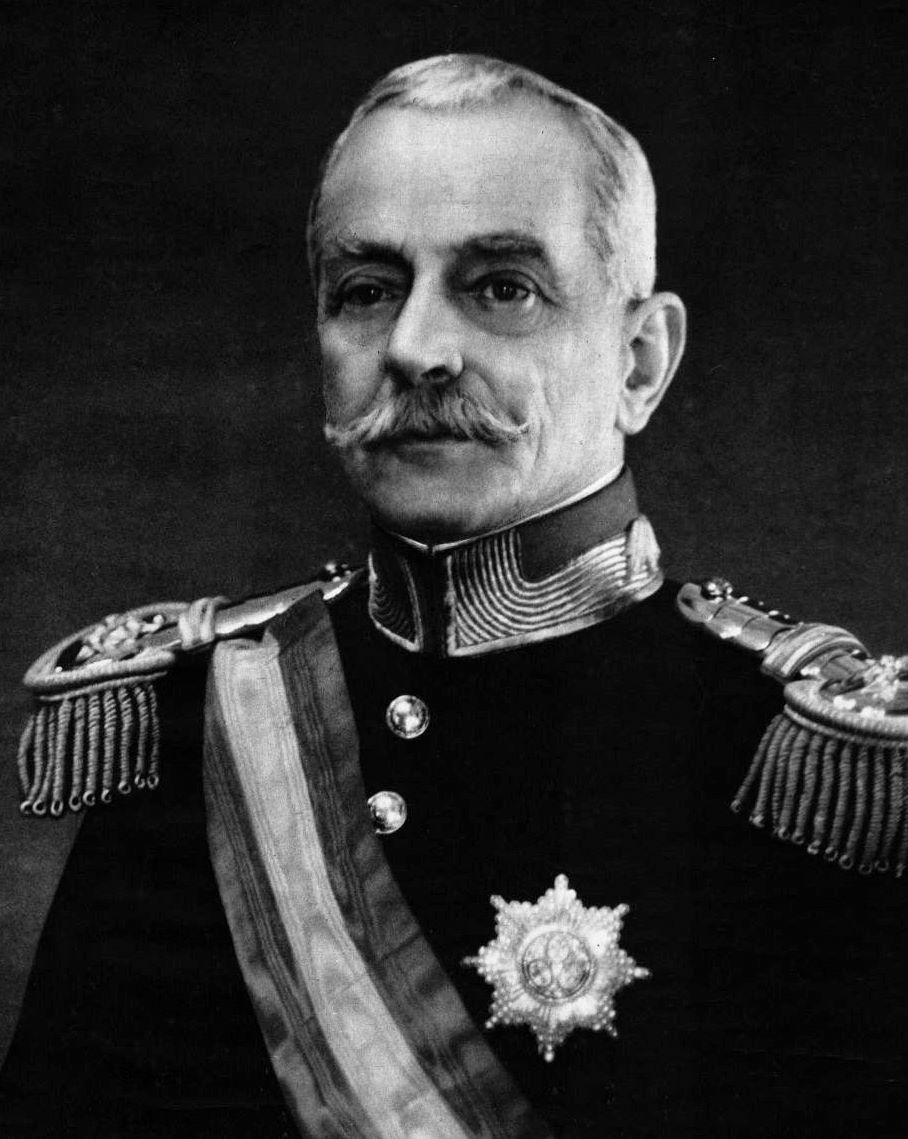
Óscar Carmona

- 18 — Óscar Carmona, Presidente da República (n. 1869)

### Maio
- 6 — Luís Gonzaga de Assis Teixeira de Magalhães, magistrado, advogado e político (n. 1862)

### Junho
- 1 — Joaquim Alves Correia, sacerdote católico e resistente antifascista (n. 1886)

### Agosto

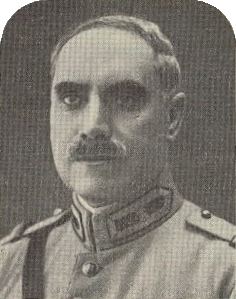
João Alexandre Lopes Galvão

- 23 — João Alexandre Lopes Galvão, militar e engenheiro (n. 1874)

### Setembro

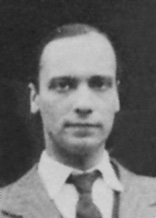
Mário Eloy

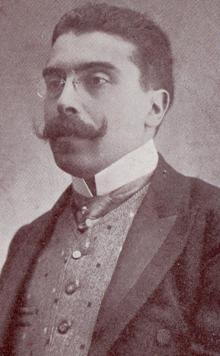
Augusto de Vasconcelos

- 5 — Mário Eloy, pintor modernista (n. 1900)
- 27 — Augusto de Vasconcelos, médico, político e diplomata (n. 1867)

### Outubro

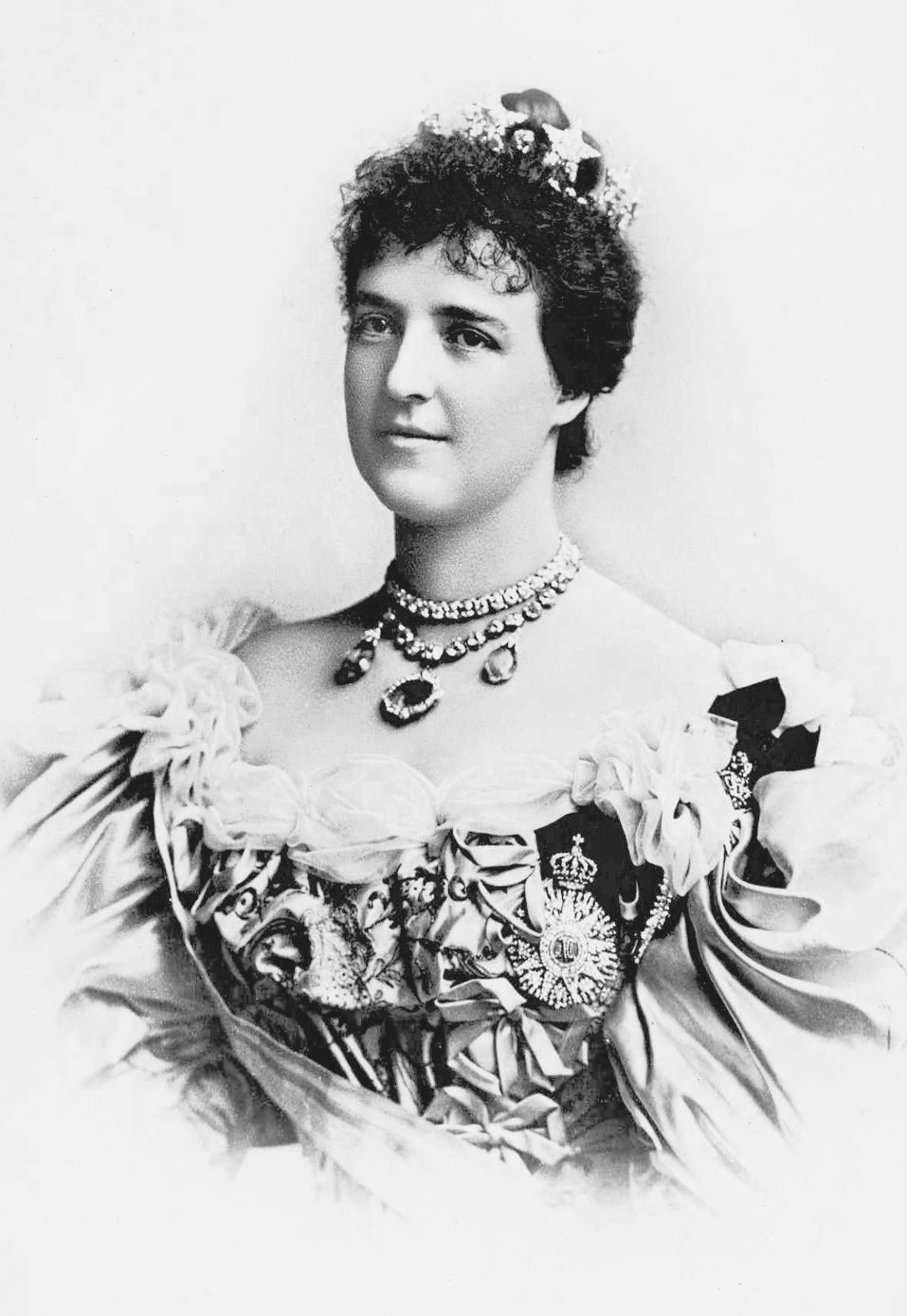
Amélia de Orleães

- 21 — Cristiano Cruz, pintor, desenhador e caricaturista do Modernismo (n. 1892)
- 25 — D. Amélia de Orleães, Rainha de Portugal (n. 1865)

### Novembro

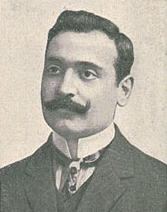
Samuel Maia

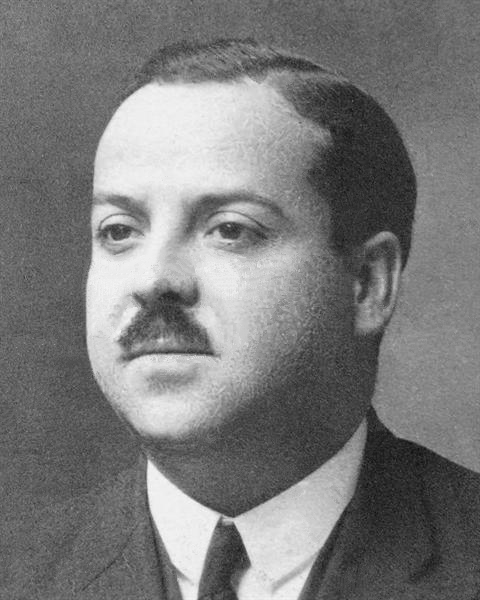
João Camoesas

- 11 — Samuel Maia, médico e escritor (n. 1874)
- 12 — João Camoesas, médico, jornalista e político (n. 1887)

### Dezembro

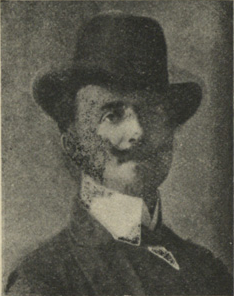
António Barroso Pereira Vitorino

- 6 — Estêvão Amarante, ator (n. 1894)
- 13 — António Barroso Pereira Vitorino, empresário agrícola, político e jornalista (n. 1878)